# 1. Kroatische Wasserball-Liga
Die 1. Kroatische Wasserball-Liga ist bei den Männern die höchste Spielklasse im Wasserball in Kroatien.

## Vereine
| - Jug Dubrovnik CO - HAVK Mladost Zagreb - VK Šibenik - Mornar BS - Jadran SD - Primorje Rijeka - VK Medveščak - POŠK Split |

## Bisherige kroatische Landesmeister
|    | Verein              | Anzahl Titel | Jahr                                                                         |
| -- | ------------------- | ------------ | ---------------------------------------------------------------------------- |
| 1. | VK Jug Dubrovnik    | 13           | 2000, 2001, 2004, 2005, 2006, 2007, 2009, 2010, 2011, 2012, 2013, 2016, 2017 |
| 2. | HAVK Mladost Zagreb | 10           | 1992, 1993, 1994, 1995, 1996, 1997, 1999, 2002, 2003, 2008                   |
| 3. | VK Primorje Rijeka  | 2            | 2014, 2015                                                                   |
| 4. | POŠK Split          | 1            | 1998                                                                         |

## Bisherige kroatische Pokalsieger
|    | Verein              | Anzahl Titel | Jahr                                                             |
| -- | ------------------- | ------------ | ---------------------------------------------------------------- |
| 1. | VK Jug Dubrovnik    | 12           | 1994, 1996, 2000, 2002, 2003, 2004, 2006, 2007, 2008, 2015, 2016 |
| 2. | HAVK Mladost Zagreb | 8            | 1992, 1993, 1997, 1998, 2001, 2005, 2010, 2011                   |
| 3. | VK Primorje Rijeka  | 4            | 1995, 2012, 2013, 2014                                           |
| 4. | POŠK Split          | 1            | 1999                                                             |